# Região Geográfica Intermediária de Castanhal
A Região Geográfica Intermediária de Castanhal é uma das sete regiões intermediárias do estado brasileiro do Pará e uma das 134 regiões intermediárias do Brasil, criadas pelo Instituto Brasileiro de Geografia e Estatística (IBGE) em 2017. É composta por 39 municípios, distribuídos em cinco regiões geográficas imediatas.
Sua população total estimada pelo Instituto Brasileiro de Geografia e Estatística (IBGE) para 1º de julho de 2018 é de 1 524 727 habitantes, distribuídos em uma área total de 72 258,923 km².
Castanhal é o município mais populoso da região intermediária, com 198 294 habitantes, de acordo com estimativas de 2018 do Instituto Brasileiro de Geografia e Estatística (IBGE).

## Regiões geográficas imediatas
| Região geográfica imediata                 | Municípios | População Estimativa 2018 | Área (km²) |
| ------------------------------------------ | --- | ------------------------- | ---------- |
| Região Geográfica Imediata de Castanhal    | Castanhal Curuçá Igarapé-Açu Inhangapi Irituia Magalhães Barata Maracanã Marapanim Santa Maria do Pará São Domingos do Capim São Francisco do Pará São João da Ponta São Miguel do Guamá Terra Alta | 535 030                   | 10 442,319 |
| Região Geográfica Imediata de Paragominas  | Aurora do Pará Dom Eliseu Ipixuna do Pará Mãe do Rio Paragominas Ulianópolis | 351 620                   | 37 196,424 |
| Região Geográfica Imediata de Bragança     | Augusto Corrêa Bragança Cachoeira do Piriá Santa Luzia do Pará Tracuateua Viseu | 316 687                   | 12 850,905 |
| Região Geográfica Imediata de Capanema     | Bonito Capanema Nova Timboteua Peixe-Boi Primavera Quatipuru Salinópolis Santarém Novo São João de Pirabas                                                                                          | 202 179                   | 3 899,007  |
| Região Geográfica Imediata de Capitão Poço | Capitão Poço Garrafão do Norte Nova Esperança do Piriá Ourém | 119 211                   | 7 870,268  |
| Total                                      | 39 | 1 524 727                 | 72 258,923 |